# Peter Samu

a Compétitions nationales et continentales officielles uniquement.

b Matchs officiels uniquement.
Dernière mise à jour le 1 juillet 2025.
Peter Samu appelé également Pete Samu, né le 17 décembre 1991 à Melbourne (Australie), est un joueur international australien d'origine samoane de rugby à XV jouant aux postes de troisième ligne aile ou de troisième ligne centre.

## Biographie

### Jeunesse et formation
Peter Samu est né à Melbourne d'un père samoans américain et d'une mère samoane. Son frère aîné, Lua Vailoaloa est un joueur de rugby international samoan au poste de demi de mêlée. 
Dans sa jeunesse, il commence par jouer au football australien, avant de se tourner vers le rugby à XV avec le Moorabbin RFC dans sa ville natale, où il joue jusqu'en junior,.

### Carrière en club
Il commence sa carrière en 2009 par une saison en Angleterre, avec le club cornique de St Ives RFC en South West 1 West (poule régionale de sixième division anglaise). Il retourne ensuite en Australie et s'installe avec sa famille à Brisbane dans le Queensland. Il joue alors deux saisons avec Sunnybank Rugby en Queensland Premier Rugby où, dans l'ombre des futurs internationaux australiens Liam Gill et Jake Schatz, il n'obtient que peu de temps de jeu,.
Il rejoint en 2012 la région de Sydney et le club de Randwick qui dispute le Shute Shield (championnat de la région de Sydney),. Après une première saison convaincante, il est nommé meilleur troisième ligne, et meilleur débutant du championnat. Il est alors repéré par la franchise de Super Rugby des Waratahs, et il est inclus dans le groupe élargi d'entrainement en 2013,. Il ne parvient cependant pas à jouer un seul match, et n'obtient pas de contrat pour la saison suivante.
Déterminé à devenir un joueur professionnel, il décide alors de rejoindre la province néo-zélandaise de Tasman en NPC en 2014, sur les conseils de son frère Lua Vailoaloa, passé par cette équipe entre 2007 et 2008.
Auteur d'une première saison remarquée (quatre essais en neuf matchs), il rejoint le groupe élargi d'entrainement de la franchise des Crusaders en 2015. Il joue alors avec l'équipe réserve, les Crusaders Knights, où il brille au point d'être nommé "joueur de l'année" de cette équipe. Ces performances lui permettent de décrocher un contrat pour la saison 2016 de Super Rugby. Il fait ses débuts en Super Rugby le 4 mars 2016 contre les Blues. S'il joue peu lors de sa première saison (4 matchs), il obtient plus de temps de jeu la saison suivante, profitant notamment de la blessure de Kieran Read. Il remporte le Super Rugby en 2017 et 2018 avec la franchise de Christchurch, étant remplaçant lors des deux finales,.
En 2018, il signe un contrat avec l'équipe australienne des Brumbies pour la saison 2019 de Super Rugby, et rejoint aussi en parallèle les Canberra Vikings en NRC,. En 2020, il remporte le Super Rugby Australia avec son équipe, après une finale remportée face aux Queensland Reds,.
En 2023, il s'engage pour deux saisons avec l'Union Bordeaux Bègles, club évoluant en Top 14. Le 28 juin 2024, il est remplaçant en finale du Top 14 face au Stade toulousain, où son équipe s'incline sur le large score de 59 à 3. Le 24 mai 2025, il est titulaire en finale de la Champions Cup au Principality Stadium de Cardiff face aux Northampton Saints. Les Bordelo-béglais s'imposent 28 à 20 face aux Anglais et remportent ainsi le premier titre de l'histoire du club.
Non-conservé à Bordeaux à la fin de son contrat, il annonce faire son retour en Australie avec les Waratahs, à compter de la saison 2026 de Super Rugby,.

### Carrière internationale
Peter Samu est sélectionné pour la première fois avec les Wallabies en juin 2018 par le sélectionneur Michael Cheika, dans le cadre de la tournée en Australie de l'équipe d'Irlande. En raison de ses obligations contractuelles avec les Crusaders, la fédération australienne est obligée de demander à son homologue néo-zélandaise une autorisation pour le sélectionner,.
Il obtient sa première cape internationale avec l'équipe d'Australie le 9 juin 2018 à l’occasion d’un match contre l'Irlande à Brisbane,.
Régulièrement appelé en sélection en 2018, il sort ensuite complètement des plans du sélectionneur Michael Cheika en 2019, manquant ainsi la Coupe du monde au Japon.
En juin 2023, il est sélectionné par Eddie Jones pour participer au Rugby Championship 2023,. Il est ensuite écarté de sélection australienne en cours de compétition, et manque la Coupe du monde 2023 en France,.

## Palmarès
- Vainqueur du Super Rugby en 2017 et 2018 avec les Crusaders.
- Finaliste du NPC en 2014, 2016 et 2017 avec Tasman.
- Vainqueur du Super Rugby AU en 2020 avec les Brumbies.
- Finaliste du Championnat de France en 2024 et 2025 avec l'Union Bordeaux Bègles.
- Vainqueur de la Champions Cup en 2025 avec l'Union Bordeaux Bègles.

## Statistiques
Au 29 juin 2024, Peter Samu compte 33 capes en équipe d'Australie, dont neuf en tant que titulaire, depuis le 9 juin 2018 contre l'équipe d'Irlande à Brisbane,. Il a inscrit quinze points (trois essais).
Il participe à quatre éditions du Rugby Championship, en 2018, 2021, 2022 et 2023. Il dispute seize rencontres dans cette compétition,.